# Bus Center-Mae (metropolitana di Sapporo)
Bus Center-Mae (バスセンター前駅?, Bus Center-Mae-eki) (T10) è una stazione della metropolitana di Sapporo situata nel quartiere di Chūō-ku, a Sapporo, Giappone, servita dalla linea Tōzai.

## Struttura
La stazione è realizzata sotto il parco Ōdōri, e si sviluppa per circa 500 metri da est a ovest, con 10 uscite in superficie totali, ed è collegata con Aurora Town, una parte della città sotterranea di Sapporo. La struttura è costituita da un mezzanino al primo piano interrato e, al piano inferiore, di un marciapiede a isola con due binari passanti al in sotterranea e così utilizzati:
| 1 | Linea Tōzai | per Shiroishi e Shin-Sapporo |
| 2 | Linea Tōzai | per Ōdōri e Miyanosawa       |

## Stazioni adiacenti
| «           | Servizio    | »           |
| Linea Tōzai | Linea Tōzai | Linea Tōzai |
| ----------- | ----------- | ----------- |
| Ōdōri       | -           | Kikusui     |